# Forest (Louisiana)
Forest è un comune degli Stati Uniti d'America, situato nello Stato della Louisiana, in particolare nella parrocchia di West Carroll.